# Josep Carner
Josep Carner i Puigoriol (Barcellona, 9 febbraio 1884 – Bruxelles, 4 giugno 1970) è stato un poeta spagnolo.
In gioventù fu influenzato dal Decadentismo, ma nella maturità artistica passò all'imitazione della poesia del XV secolo, tesa a raggiungere la perfezione formale.

## Opere
- Llibre dels poetes (1904)
- Primer llibre de sonets (1905)
- Els fruits saborosos (1906)
- Segon llibre de sonets (1907)
- Verger de les galanies (1911)
- Auques i ventalls (1914)
- El cor quiet (1925)
- Nabí (1941)
- Poesia (1957)